# Метс, Кароль
Кароль Метс (эст. Karol Mets; 16 мая 1993, Мыйзакюла, Вильяндимаа) — эстонский футболист, центральный защитник и опорный полузащитник клуба «Санкт-Паули» и сборной Эстонии.

## Биография

### Клубная карьера
Воспитанник клуба «Тулевик» (Вильянди). На взрослом уровне выступал только за вторую команду клуба.
В ноябре 2010 года перешёл в таллинскую «Флору» и вскоре стал игроком основного состава. Дебютный матч за клуб сыграл в Суперкубке Эстонии 1 марта 2011 года против «Левадии», а в высшем дивизионе дебютировал 2 апреля 2011 года в матче против «Курессааре». По итогам сезона-2011 стал чемпионом Эстонии и обладателем Суперкубка. Всего в составе «Флоры» провёл четыре сезона и сыграл более 100 матчей.
В 2015 году перешёл в норвежский «Викинг» (Ставангер), стоимость трансфера составила 300 000 евро, в его составе был основным игроком и сыграл 72 матча в чемпионате Норвегии в первом и высшем дивизионах. Летом 2017 года перешёл в нидерландский НАК Бреда.

### Карьера в сборной
Выступал за юношеские и молодёжную сборные Эстонии. В 2012 году был участником финального турнира чемпионата Европы среди 19-летних, проходившего в Эстонии, выходил на поле во всех трёх матчах.
В национальной сборной дебютировал 19 ноября 2013 года в матче против Лихтенштейна. По состоянию на конец декабря 2017 года сыграл 45 матчей за сборную, голов не забивал.

## Достижения
- Чемпион Эстонии: 2011
- Обладатель Кубка Эстонии (2): 2011, 2013
- Обладатель Суперкубка Эстонии (3): 2011, 2012, 2014
- Чемпион Швейцарии: 2022
- Лучший молодой футболист Эстонии: 2014
- Футболист года в Эстонии: 2023, 2024[10]